# Vụ tấn công Pulwama 2019
Vụ tấn công ở Pulwama diễn ra vào ngày 14 tháng 2 năm 2019 khi một đoàn xe chở nhân viên an ninh trên Quốc lộ Jammu Srinagar đã bị tấn công bởi một kẻ đánh bom tự sát có xe cộ ở Lethpora gần Awantipora, huyện Pulwama, Jammu và Kashmir, Ấn Độ. Vụ tấn công đã dẫn đến cái chết của 46 nhân viên Lực lượng Cảnh sát Dự trữ Trung tâm (CRPF) và kẻ tấn công. Nhóm phiến quân Hồi giáo có trụ sở tại Pakistan Jaish-e-Mohammed đã nhận trách nhiệm thực hiện vụ tấn công này.

## Bối cảnh
| Tiểu bang        | số | Tên |
| ---------------- | -- | --- |
| Uttar Pradesh    | 12 | Cst. Pradeep Kumar HC Awadhesh Kumar Yadav HC Ram Vakeel Mathur Cst. Mahesh Kumar Meena Cst. Vijay Kumar Mourya Cst. Pankaj Kumar Tripathi Cst. Ramesh Yadav Cst. Shyam Babu Cst. Kaushal Kumar Rawat Cst. Pradeep Singh Cst. Ajit Kumar Azad Cst. Amit Kumar |
| Rajasthan        | 5  | Cst. Jeet Ram Cst. Rohitash Lamba HC Narayan Lal Gurjar HC Hemraj Meena Cst. Bhagirathi Singh |
| Punjab           | 4  | Cst. Kulwinder Singh Cst. Maninder Singh Attri HC Jaimal Singh Cst. Sukhjinder Singh |
| Odisha           | 2  | Cst. Manoj Kumar Behera HC Prasanna Kumar Sahoo |
| Uttarkhand       | 2  | ASI Mohan Lal Cst. Virendra Singh Rana |
| Bihar            | 2  | Cst. Ratan Kumar Thakur HC Sanjay Kumar Sinha |
| Maharashtra      | 2  | HC Sanjay Bhikamsingh Dixit Rajput Cst. Nitin Shivaji Rathod |
| West Bengal      | 2  | HC Bablu Santra Cst. Sudip Biswas |
| Tamil Nadu       | 2  | Cst. G. Subramanian Cst. C. Sivachandran |
| Assam            | 1  | HC Maneswar Basumatary |
| Karnataka        | 1  | Cst. H. Guru |
| Jammu và Kashmir | 1  | HC Ahmed Naseer |
| Himachal Pradesh | 1  | Cst. Tilak Raj |
| Kerala           | 1  | Cst. Vazhakkandiyil (V. V.) Vasantha Kumar |
| Jharkhand        | 1  | HC Vijay Soreng |
| Madhya Pradesh   | 1  | Cst. Lal Ashwini Kumar Kachhi |
| Tổng cộng        | 40 | |

Bắt đầu từ năm 2015, các chiến binh Pakistan có trụ sở tại Kashmir ngày càng tham gia các cuộc tấn công tự sát cấp cao chống lại lực lượng an ninh Ấn Độ. Vào tháng 7 năm 2015, ba tay súng đã tấn công một xe buýt và đồn cảnh sát ở Gurdaspur. Đầu năm 2016, bốn đến sáu tay súng đã tấn công Trạm Không quân Pathankot. Vào tháng 2 và tháng 6 năm 2016, các chiến binh đã giết chết chín và tám nhân viên an ninh tương ứng ở Pampore. Vào tháng 9 năm 2016, bốn kẻ tấn công đã tấn công một trụ sở lữ đoàn của Quân đội Ấn Độ tại Uri giết chết 19 binh sĩ. Vào ngày 31 tháng 12 năm 2017, Trung tâm Huấn luyện Commando tại Lethpora cũng bị các chiến binh tấn công giết chết năm nhân viên an ninh. Những cuộc tấn công này diễn ra trong vùng lân cận Quốc lộ Jammu Srinagar..

## Vụ tấn công
Vào ngày 14 tháng 2 năm 2019, một đoàn xe gồm 78 xe chở hơn 2.500 nhân viên Lực lượng Cảnh sát Dự trữ Trung tâm (CRPF) từ Jammu đến Srinagar đang đi trên Quốc lộ 44. Đoàn xe đã rời Jammu vào khoảng 3:30 IST và đang chở một số lượng lớn nhân sự do đường cao tốc đã bị đóng cửa hai ngày trước đó. Đoàn xe đã được lên kế hoạch để đến đích trước khi mặt trời lặn.
Tại Lethapora gần Awantipora, khoảng 15:15 IST, một chiếc xe buýt chở nhân viên an ninh đã bị đâm bởi một chiếc SUV Mahindra Scorpio chở chất nổ. Nó đã gây ra một vụ nổ làm ít nhất 46 nhân viên CRPF của Tiểu đoàn 76 và làm nhiều người khác bị thương. Những người bị thương đã được chuyển đến bệnh viện căn cứ quân sự ở Srinagar. 
Nhóm phiến quân có trụ sở ở Pakistan Jaish-e-Mohammed đã nhận trách nhiệm về vụ tấn công. Họ cũng đã phát hành một video về kẻ tấn công Adil Ahmad Dar bí danh Adil Ahmad Gaadi Takranewala bí danh Waqas Commando, một học sinh trung học 22 tuổi từ Kakapora, người đã gia nhập nhóm một năm trước. Pakistan phủ nhận không hề liên quan gì và nhà lãnh đạo Jaish-e-Mohammed, Masood Azhar, đi lang thang tự do tại quốc gia đó. 
Đây là vụ tấn công khủng bố kinh hoàng nhất đối với nhân viên an ninh nhà nước kể từ năm 1989.

## Điều tra
Nhóm Cơ quan điều tra quốc gia gồm 12 thành viên sẽ điều tra vụ tấn công cùng với Cảnh sát Jammu và Kashmir. 
Các cuộc điều tra ban đầu cho thấy chiếc xe đã mang theo hơn 300 kg chất nổ (660 lb), bao gồm 80 kg (180 lb) RDX, chất nổ cao.